# Föreningen Nordsvenska Hästen
Föreningen Nordsvenska Hästen (FNH) är den officiella avelsföreningen och upprätthåller stamboken för Nordsvensk brukshäst. Tillsammans med de 26 anslutna regionala avelsföreningarna arbetar man för att stärka aveln och marknadsföra den nordsvenska brukshästen. Föreningen ansvarar för avelsvärdering av hingstar och ston genom bruksprov, fölbedömningar, treårstest och kvalitetsbedömning.

## Stambok
Föreningen upprätthåller stamboken och utfärdar hästpass för hästar av rasen Nordsvensk brukshäst, vilket regleras av EU-förordningar nr 504/2008 om identifiering av hästar. Stamboken består av ett huvudavsnitt och en bilaga. Huvudavsnittet är indelat i Grundstambok och Riksstambok, vilka i sin tur är indelade i olika avdelningar. Hästens härstamning och meriter avgör om och i vilken del av stambokens huvudavsnitt den ska införas.